# 普吕德芒什
普吕德芒什（法語：Prudemanche，法語發音：[pʁydmɑ̃ʃ]）是法国厄尔-卢瓦省的一个市镇，属于德勒区。

## 地理
普吕德芒什（48°42'58"N, 1°8'11"E）面积15.43 平方千米，位于法国中央-卢瓦尔河谷大区厄尔-卢瓦省，该省份为法国北部内陆省份，北起顺时针与厄尔省、伊夫林省、埃松省、卢瓦雷省、卢瓦-谢尔省、萨尔特省和奧恩省接壤。
普吕德芒什的时区为UTC+01:00、UTC+02:00（夏令时）。

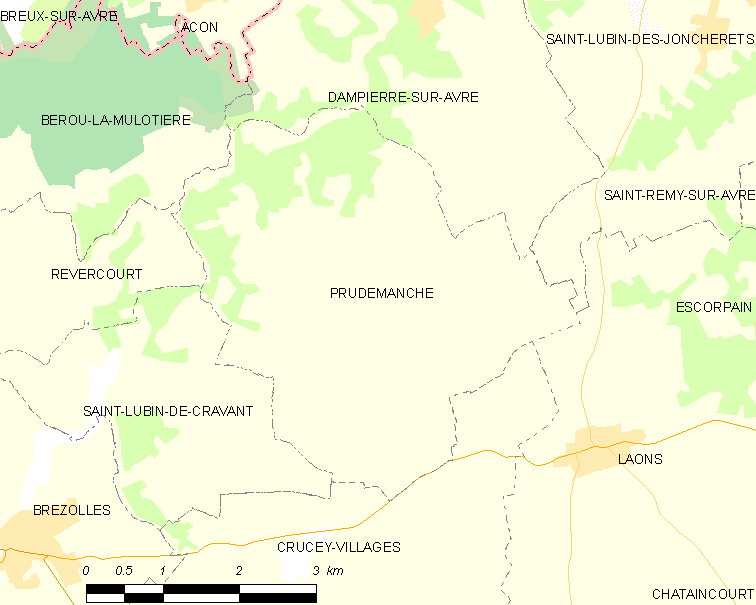
普吕德芒什的OSM定位图

## 行政
普吕德芒什的邮政编码为28270，INSEE市镇编码为28308。

## 政治
普吕德芒什所属的省级选区为圣吕班德容什雷县。

## 人口

1962-2008年间普吕德芒什人口变化图示

普吕德芒什于2022年1月1日时的人口数量为264人。